# Nicholas Stern
Pour les articles homonymes, voir Stern.
Nicholas Stern, baron Stern of Brentford, né le 22 avril 1946 à Hammersmith, est un économiste britannique. Ancien vice-président senior de la Banque mondiale de 2000 à 2003, il est surtout connu pour le rapport Stern sur l'« économie du changement climatique » publié le 30 octobre 2006. Il a été en 2009 membre de la Commission Stiglitz chargée d'une « réflexion sur les moyens d'échapper à une approche trop quantitative, trop comptable de la mesure de nos performances collectives » et d'élaborer de nouveaux indicateurs de richesse. En 2010, le Collège de France nomme Nicholas Stern, titulaire de la chaire « Développement durable – Environnement, Énergie et Société », pour l’année académique 2009/2010.

## Formation et carrière
Diplômé en mathématiques de l'université de Cambridge, il est docteur en économie du Nuffield College (Université d'Oxford) avec une thèse sur le thé au Kenya. En 1974 après sa thèse il a vécu huit mois à Palanpur en Inde « une expérience fondatrice » pour étudier les effets de la révolution verte.
Il enseigne à Oxford puis il est professeur à l'université de Warwick de 1978 à 1987 avant d'occuper la « chaire Sir John Hicks d'économie » à la London School of Economics. Il est de 1994 à 1999 chef économiste et conseiller spécial du président de la BERD (Banque européenne de reconstruction et de développement).
De 2000 à 2003, il est chef économiste et vice-président de la Banque mondiale, puis de 2003 à 2007 le bras droit de Gordon Brown au ministère des Finances. Il semble que l'entente entre les deux hommes n'ait pas été très grande même si Gordon Brown lui commande en 2006, le rapport qui le rend célèbre.
En juin 2007, il devient le premier titulaire de la « chaire I.G Patel » à la London School of Economics et le chef du nouvel observatoire sur l'Inde de cet établissement. En 2008, il est nommé directeur du Grantham Institute for Climate Change and the Environment toujours à la London School of Economics.
Nicholas Stern est aussi un conférencier titulaire de la chaire « Développement durable - environnement, énergie et société » au Collège de France à partir de 4 février 2010.
Stern est coprésident de la Global Commission for the Economy and Climate, avec Ngozi Okonjo-Iweala et Paul Polman,.

## Le rapport Stern

### Les grands points
Les grandes lignes du rapport Stern (en anglais : Stern Review)
- Les bénéfices d'une action forte et précoce sur le changement climatique sont supérieurs aux coûts.
- Des preuves scientifiques montrent que nous devrons faire face à des risques sérieux et croissants d'irréversibles conséquences liées au changement de climat si nous continuons comme si de rien n'était.
- Les impacts d'un changement climatique ne sont pas également répartis —  les pays et les personnes les plus pauvres souffriront le plus vite et le plus. Et au moment où les effets apparaitront, il sera trop tard pour renverser le processus. Les changements climatiques peuvent être initialement légèrement positifs pour quelques pays développés, mais ils seront probablement très dommageables lorsque vers le milieu et la fin du siècle, les températures s'élèveront davantage comme cela est prévu dans les scénarios où nous faisons comme si de rien n'était.
- Les émissions ont été et continuent à être liées à la croissance économique, mais la stabilisation des concentrations des gaz est possible et cohérente avec une poursuite de la croissance.
- Les coûts annuels pour stabiliser entre 500 et 550 ppm de CO2 s'élèvent à 1 % du PIB mondial si nous engageons de suite une action forte. [...] Il serait déjà très difficile et couteux de stabiliser à 450 ppm de CO2.
- La transition vers une économie peu consommatrice de carbone serait un défi pour la compétitivité mais apporterait aussi des opportunités de croissance. Des politiques visant à stimuler le développement de techniques pauvres en carbone et à haute efficience devraient être menées rapidement.
- Établir un prix du carbone par le biais d'une taxe, du marché ou de la régulation est un élément fondamental d'une politique du changement climatique. Un tel prix qui créerait un signal compris mondialement et une taxe carbone qui permettrait d'accélérer l'action dans les pays en développement devraient être les priorités de la coopération internationale.
- Une politique adaptée est cruciale pour faire face aux impacts inévitables du changement climatique mais ce fait est négligé dans de nombreux pays.
- Une réponse réelle au changement climatique dépend de la capacité à créer une action collective internationale.
- Il est encore temps d'éviter les plus forts impacts du changement climatique si une action forte et collective est engagée maintenant.

Dans un discours délivré en 2007 à l'Australian National Press Club (en), Stern proposait qu'un pour cent du PIB soit employé à des mesures liées au réchauffement.

### La controverse
Le rapport Stern est critiqué par des économistes tels que Partha Dasgupta, David Maddison, Robert Mendelsohn, William Nordhaus, Richard Tol, Hal Varian, Martin Weitzman, et Gary Yohe. Il est par contre soutenu par Kenneth Arrow, James Mirrlees, Amartya Sen, Joseph Stiglitz et Robert M. Solow. 
En fait la critique est double. Le premier courant cité reproche « à l'équipe Stern d'avoir manipulé la méthodologie économique à seule fin de parvenir à un tableau catastrophique et de justifier ainsi ses recommandations d'une action forte et immédiate ». Au contraire, les représentants de « l'économie écologique » lui reprochent son « orthodoxie conceptuelle ». Pour Olivier Godard si « les fondements retenus par l'équipe Stern sont solidement plongés dans la philosophie utilitariste, sans déraper dans des conclusions qui divorceraient avec les réalités empiriques »,  « toutefois, les routines de traduction de la théorie utilitariste en analyse coûts-avantages mériteraient d'être remises en cause sous plusieurs aspects ».

## Crise économique etGlobal Deal
Pour Nicholas Stern, la crise économique de 2008-2009 est liée à trois facteurs : « le premier est la déréglementation du secteur financier, qui a permis de forger des instruments financiers extrêmement risqués sur des marchés incontrôlables », « le deuxième est le gonflement de la bulle immobilière » de nature cyclique  et le troisième est l'accumulation d'une épargne très forte par les pays asiatiques qui a permis de financer les déficits américains et la bulle du crédit. 
Il préconise de profiter des plans de relance pour s'engager « vers la recherche et le développement d'un modèle économique et de technologies concourant à la lutte contre le réchauffement climatique ». Au niveau institutionnel, il serait pour la création d'une « institution internationale indépendante des Nations unies.....dont le rôle serait d'évaluer les risques inhérents au fonctionnement de l'activité économique, et d'anticiper les possibilités de crise »

## Lauriers et reconnaissances par ses pairs
Stern est membre de la British Academy depuis 1993. Il est aussi membre honoraire de l'Académie américaine des arts et sciences. En 2004, il a été fait chevalier pour « service à l'économie ». Le 18 octobre 2007, il est devenu pair (Baron Stern of Brentford) et siège comme cross-bencher c'est-à-dire sans affiliation politique à la Chambre des lords.
Stern est docteur honoris causa de l'université de Warwick (2006), de l'université de Sheffield (2008), de l'université d'York (2008), de l'université Paris-Dauphine (2008) et de l'université de Mons (2019).

## Œuvres
- Stern Review on the Economics of Climate Change, 2006
- The Global Deal : Climate Change and the Creation of a New Era of Progress and Prosperity, 2009  (ISBN 978-1586486693)